# Chiesa di Sant'Ignazio di Loyola (Vigevano)
La chiesa di Sant'Ignazio di Loyola è un edificio religioso sito a Vigevano, in provincia di Pavia e diocesi di Vigevano.

## Descrizione e storia
Costruita nel 1694 per volere del canonico Cantone Giovanni Maria Ferrara, la chiesa di Sant'Ignazio di Loyola ha dimensioni modeste. Nella chiesa sono presenti una Maria SS. Venerata da S. Ignazio e altre tele di buona fattura. Nel piano superiore della chiesa è presente una biblioteca, che conteneva anche tutta la raccolta dei libri del vescovo vigevanese Juan Caramuel y Lobkowitz; I libri sono stati successivamente portati nel seminario vigevanese e la maggior parte è stata richiesta e trasferita al seminario provinciale di Pavia.